# Umm Mawagir
Umm Mawagir (arabisch أم مواجير, DMG Umm Mawāǧīr ‚Mutter aller Brotformen‘) ist eine ehemalige Handelsstadt in der Kharga Oase, die sich einst in der ägyptischen Wüste etwa 500 Kilometer südwestlich von Kairo befand. Sie wurde unlängst von dem Ägyptologen John Coleman Darnell von der Yale University und seiner Frau Deborah wiederentdeckt. Ihr Name basiert auf den vielen dort vorgefundenen Backöfen.
Die Blütezeit dieser Handelsstadt lag zwischen 1650 und 1550 v. Chr., in der vermutlich schon im 4. Jahrtausend v. Chr. einige tausend Menschen dort lebten, Getreide anbauten und ihre Produkte an die Karawanen verkauften, die auf der an der Oase vorbeilaufenden Handelsroute zwischen dem Niltal und Darfur vorbeizogen.
Darnell zufolge war die Stätte in ihrer Blütezeit „von großer machtpolitischer Bedeutung“ und wird von ihm mit Theben, den Nubiern und dem Volk der Hyksos in eine Reihe gestellt.